# Buddy Rich
Pour les articles homonymes, voir Rich.
Bernard « Buddy » Rich (30 septembre 1917 à New York - 2 avril 1987) est un batteur américain de jazz et meneur de groupe. Cet autodidacte était connu pour sa technique, sa puissance, sa vitesse et son habileté à improviser.

## Biographie
Il est né dans une famille juive du quartier de Brooklyn à New York. Son père découvrit que Buddy était familier avec le rythme, car il était capable de battre de façon rythmée à l'âge d'un an. Sa plus grande qualité était son habileté et sa rapidité sur des doigtés frisés (alternance : un coup main gauche, un coup main droite). Buddy a commencé à battre dans un music-hall à l'âge de 18 mois, surnommé alors Traps the Drum Wonder. À 11 ans, il avait son propre groupe.
En 1937, il commence à jouer du jazz avec Joe Marsala, puis avec Bunny Berigan (1938), Artie Shaw (1939), Tommy Dorsey (1939-1942, 1945, 1954-1955), Benny Carter (1942), Harry James (1953-1956), Les Brown, Charlie Ventura, Jazz at the Philharmonic, tout comme dans son propre groupe, tout en accompagnant de célèbres groupes de musique.
Il assiste aux débuts de Frank Sinatra, avec qui il fait un temps partie du Tommy Dorsey Orchestra.
Il va aussi jouer avec Art Tatum, au début des années 1950 et en tant que leader de petites formations. Il enregistre également un album en trio avec Lester Young et Nat King Cole en 1955. Buddy Rich tourne avec Flip Phillips et le trio d'Oscar Peterson, ils enregistrent l'album Live in Miami en 1957. Une étude sur le jeu de Buddy Rich dans cet album a été réalisée par Guillaume Nouaux dans l'ouvrage Jazz Drums Legacy, le langage de la batterie jazz chez 2Mc éditions (2012).
À partir de 1966 et jusqu'à sa mort, il a mené un big band, alors que leur popularité était déclinante depuis les années 1930. Sa pièce la plus connue est l'arrangement de West Side Story.
En tant que meneur de groupe, il était réputé pour son caractère explosif.
Sur son lit de mort, une infirmière lui aurait demandé s'il était allergique à quoi que ce soit. Il aurait répondu : « Oui, à la musique country ! » Il est enterré au Westwood Village Memorial Park Cemetery à Los Angeles, Californie.
Buddy Rich jouait sur une batterie Slingerland et des cymbales Zildjian.

## Discographie

### Albums en tant que leader ou co-leader

#### Années 1950
- 1953: The Flip Phillips Buddy Rich Trio (Clef Records)[3]
- 1954: The Swinging Buddy Rich (Norgran Records)
- 1955: Sing and Swing with Buddy Rich (Norgran)
- 1955: Buddy and Sweets (Norgran)
- 1955: The Lester Young Buddy Rich Trio (Norgran)
- 1955: The Wailing Buddy Rich (Norgran)
- 1955: Krupa and Rich (Clef) – avec Gene Krupa
- 1955: The Lionel Hampton Art Tatum Buddy Rich Trio (Clef)
- 1956: Buddy Rich Sings Johnny Mercer (Verve Records)
- 1956: This One's for Basie  (Verve) – re-issued 1967 as Big Band Shout[4]
- 1957: Buddy Rich Just Sings (Verve)
- 1958: Buddy Rich in Miami (Verve)
- 1959: Richcraft (Mercury Records) – aussi The Rich Rebellion (Wing Records)
- 1959: Rich versus Roach (Mercury) – avec Max Roach
- 1959: The Voice is Rich (Mercury)

#### Années 1960
- 1960: The Driver (EmArcy Records)
- 1961: Playtime (Argo Records)
- 1961: Blues Caravan (Verve)
- 1962: Burnin' Beat (Verve) – avec Gene Krupa
- 1965: Are You Ready for This? (Roost) – avec Louie Bellson
- 1966: Swingin' New Big Band (Pacific Jazz Records/Blue Note Records)
- 1966: The Sounds of '66 (Reprise Records) – Live, avec Sammy Davis, Jr.
- 1967: Big Swing Face (Pacific Jazz) – Live
- 1967: The New One! (Pacific Jazz) – aka Take it Away
- 1968: Rich à la Rakha (World Pacific) – avec Alla Rakha
- 1968: Mercy, Mercy (Pacific Jazz (US), Liberty Records/Philips (UK)) – Live (recorded at Caesars Palace)
- 1969: Buddy & Soul (Pacific Jazz) – Live

#### Années 1970
- 1970: Keep the Customer Satisfied (Liberty Records) – Live
- 1971: A Different Drummer (RCA Records)
- 1971: Rich in London (RCA) – expanded UK release – Buddy Rich: Very Alive at Ronnie Scott's (RCA (UK)) – Live
- 1971: Conversations (avec Louie Bellson, Kenny Clare, & the Bobby Lamb/Ray Premru Orch) (London Records) – Reissued 2011
- 1972: Stick It (RCA)
- 1973: The Roar of '74 (Groove Merchant Records)
- 1974: Very Live at Buddy's Place (Groove Merchant) – Live
- 1974: Transition (Groove Merchant) – avec Lionel Hampton
- 1974: The Last Blues Album, Vol. 1 (Groove Merchant)
- 1975: Big Band Machine (Groove Merchant)
- 1976: Speak No Evil (RCA)
- 1977: Buddy Rich Plays and Plays and Plays (RCA)
- 1977: Lionel Hampton Presents Buddy Rich (Who's Who in Jazz) – aka Buddy's Cherokee... aussi sorti comme The Sound of Jazz, Vol 10
- 1977: Class of '78 (The Great American Gramophone Company) – aussi sorti comme The Greatest Drummer That Ever Lived with The Best Band I Ever Had
- 1978: Together Again: For the First Time (Gryphon/Century) – aka When I Found You (avec Mel Tormé)

#### Années 1980
- 1980: Live at Ronnie Scott's (DRG) – Live. aka The Man from Planet Jazz
- 1981: The Buddy Rich Band (MCA)
- 1983: Rich and Famous (Amway) – aka The Magic of Buddy Rich, aka  Buddy Rich – The Man
- 1985: Mr. Drums: Buddy Rich & His Band Live on King Street|Mr. Drums: ...Live on King Street (Mobile Fidelity Sound Lab|Cafe) – "Live" in-studio concert recording. Also released on (2 separate) video discs

### Posthumes - Enregistrements inédits
- 1993: Europe '77 (Magic)
- 1996: Buddy Rich & His Big Band At Stadthalle Leonberg, Germany 10 July 1986 (Jazz Band)
- 2001: Wham! The Buddy Rich Big Band Live (Label M)
- 2004: No Funny Hats (Lightyear)
- 2007: Time Out (Lightyear)
- 2019 : Just In Time : The Final Recording (Gearbox Records)

### Compilations et best-of
- 1960: The Drum Battle (Gene Krupa and Buddy Rich at JATP) (Verve)
- 1964: The Best of Buddy Rich (Pacific Jazz)
- 1969: Super Rich (Verve)
- 1971: Time Being (Bluebird/RCA)
- 1987: Compact Jazz: Buddy Rich (Verve)
- 1990: Compact Jazz: Gene Krupa & Buddy Rich (Verve)
- 1992: No Jive (Novus)
- 1994: Burning For Buddy: A Tribute to the Music Of Buddy Rich (Atlantic Records) – Produced By Neil Peart
- 1998: Buddy Rich: The Legendary '47–'48 Orchestra Vol. 1 (Hep Records)
- 1998: Buddy Rich: The Legendary '46–'48 Orchestra Vol. 2 (Hep)
- 2005: Classic EmArcy, Verve, Small Group Buddy Rich Sessions (Mosaic Records No. 232) – 7 CD box set

## Hommage
Buddy Rich est cité comme un maître par le personnage principal du film américain Whiplash réalisé par Damien Chazelle (le disque posthume Birdland est montré dans le film). Il est considéré comme étant l'un des meilleurs batteurs de jazz au monde .